# Разнополосая саламандра
Разнополосая саламандра (лат. Plethodon vehiculum) — вид хвостатых амфибий рода Лесные саламандры (Plethodon) семейства Безлёгочные саламандры (Plethodontidae).
Вид широко распространён на западном склоне Каскадных гор на западе Орегона и западе Вашингтон в США и в юго-западной провинции Британская Колумбия в Канаде и на острове Ванкувер. Встречается в умеренных лесах и среди скал. Полосы по бокам тела меняются с красного на жёлтый цвет.